# Polanów
Polanów (deutsch Pollnow, kaschubisch Pòlnowò) ist eine Kleinstadt in  der polnischen Woiwodschaft Westpommern,  Powiat Koszaliński (Kreis Köslin).

## Geographische Lage

Polnoww südöstlich von Köslin und südlich von Schlawe auf einer Landkarte von 1910

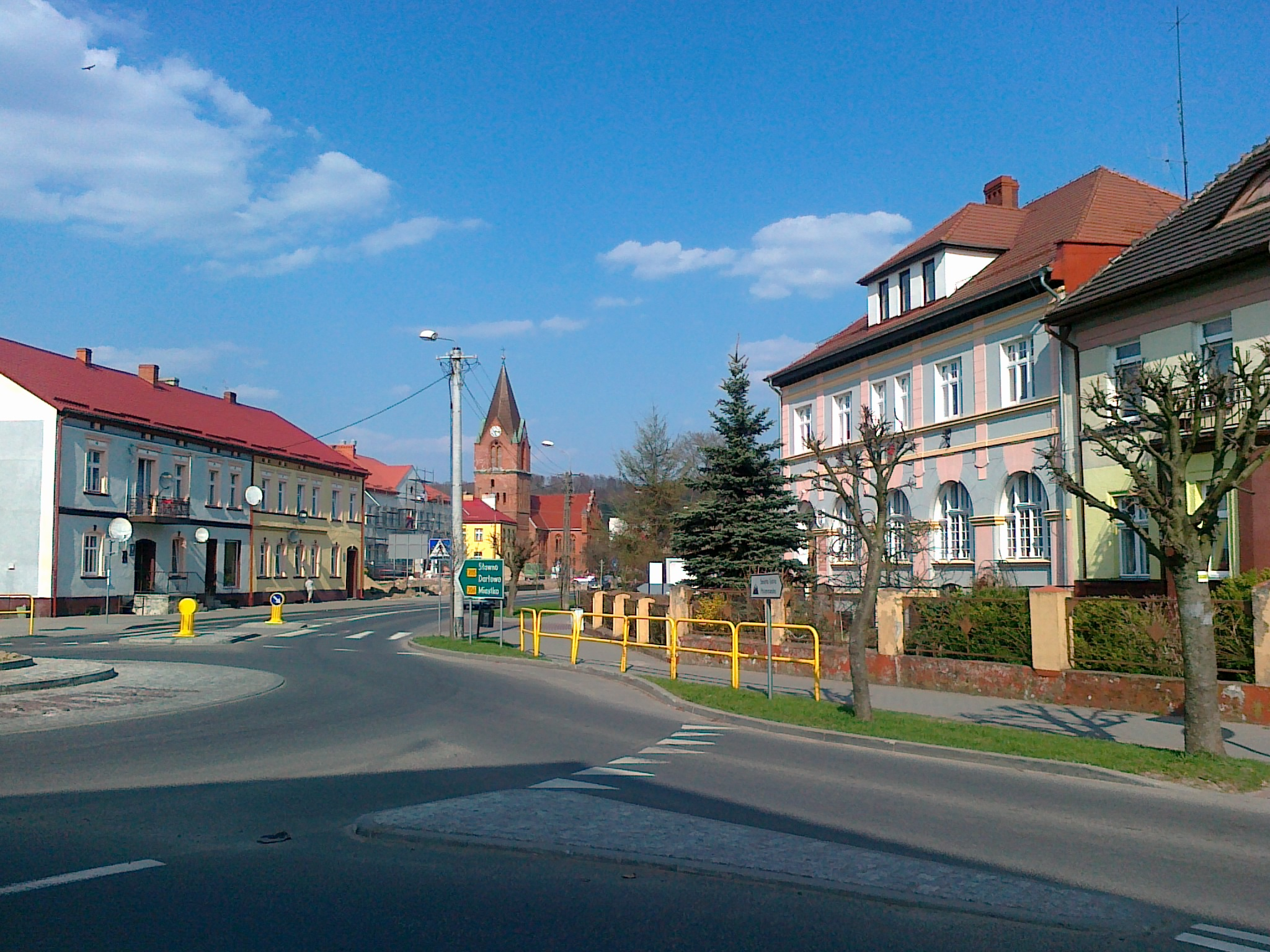
Zentrum von Polanów

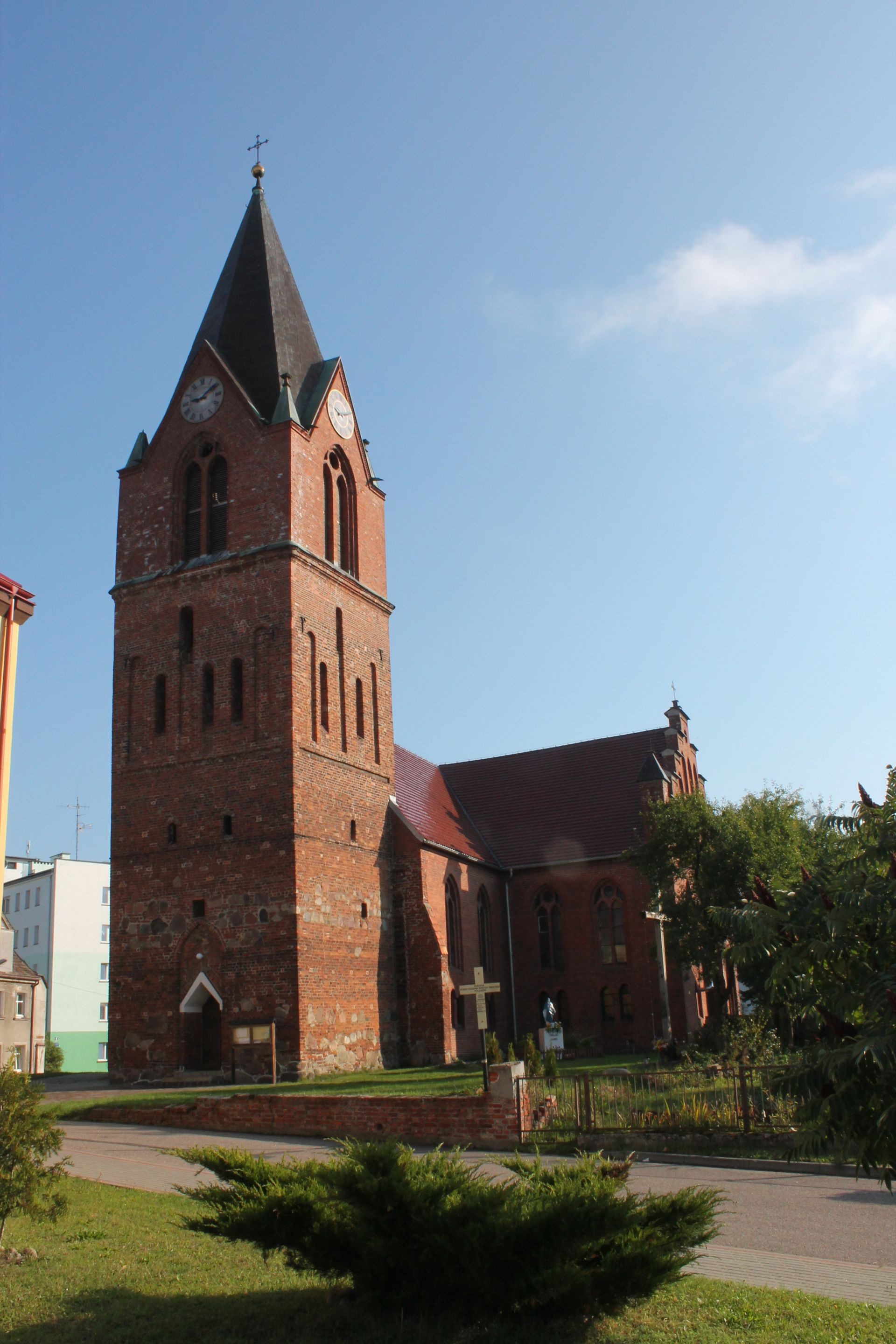
Kirche Mariä Himmelfahrt

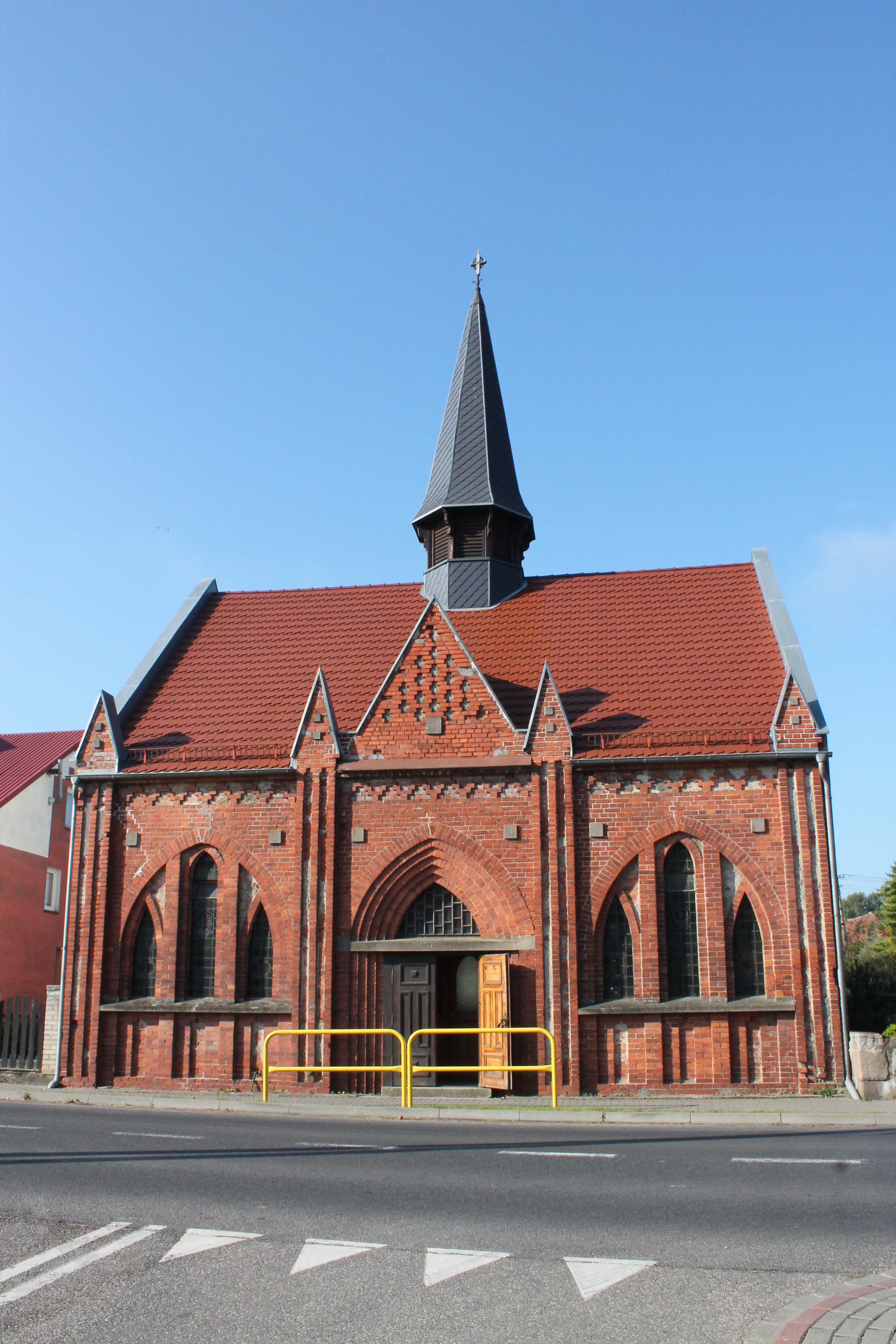
Kirche der Erhöhung des Heiligen Kreuzes

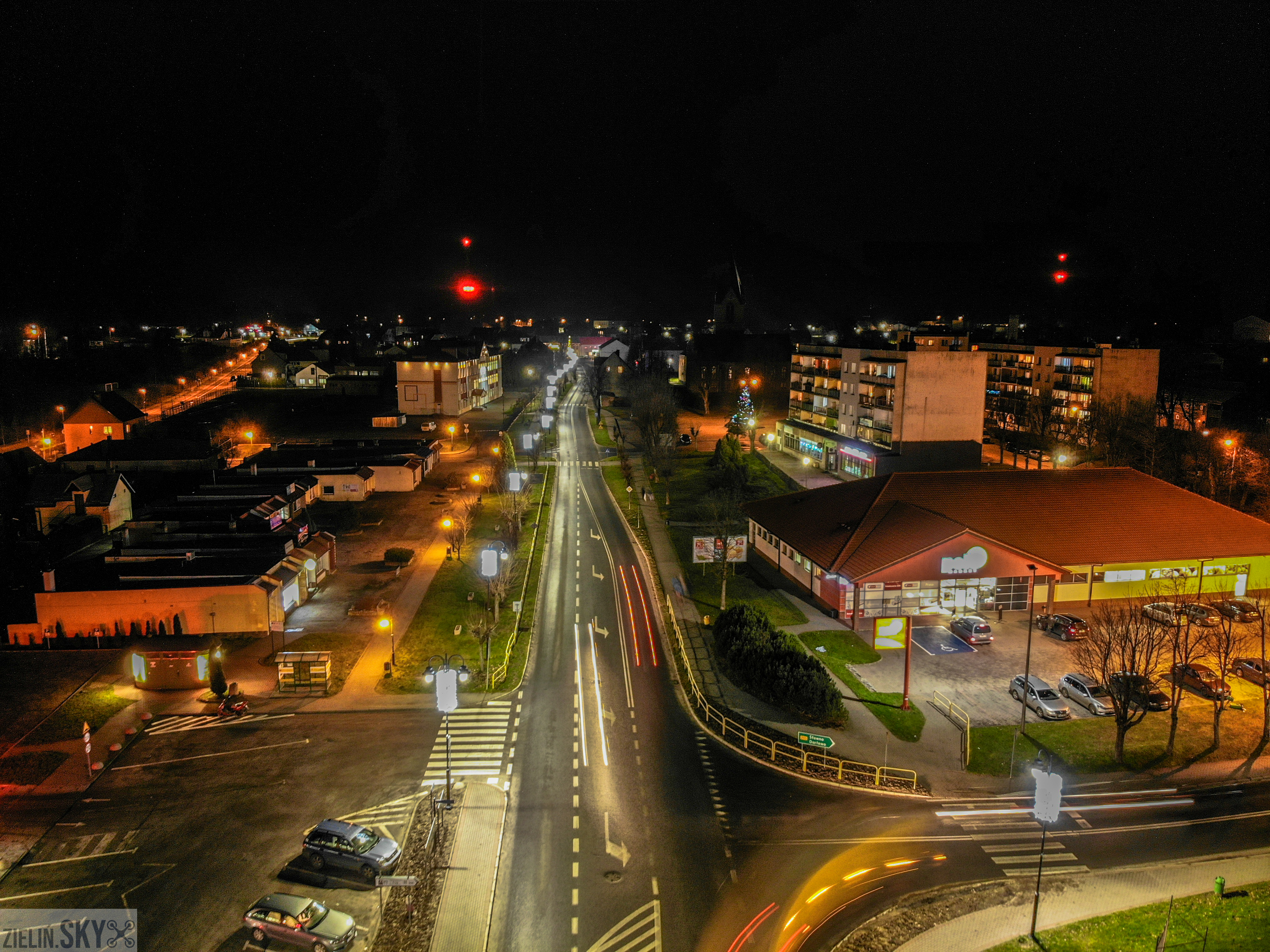
Stadtzentrum bei Nacht

Die Stadt liegt  in Hinterpommern, etwa 32 Kilometer südöstlich von   Köslin (Koszalin) am linken Ufer der Grabow. Das Grabowtal bildet hier eine reizvolle Landschaft.  Nahe bei der Stadt befinden sich zwei ehemalige heidnische slawische Wallfahrtsorte, im Südwesten der Heilige Berg und im Nordosten die Varbelower Berge, auch
Zwölf-Apostel-Berge.

## Geschichte
In der zweiten Hälfte des 13. Jahrhunderts kamen die ersten deutschen Siedler, zumeist aus der Mark Brandenburg, an die verkehrsgünstige Furt über die Grabow. Vor ihnen hatten sich dort bereits Wenden angesiedelt, die auch nach der deutschen Ortsgründung abseits in ihrem alten Wohnbereich blieben. Er wurde von den Deutschen Schidlitz genannt und blieb bis zum Ende des 19. Jahrhunderts eigenständig, obwohl sich die beiden Volksstämme mit der Zeit vermischten. Eine erstmalige Erwähnung findet Pollnow in der Urkunde vom 13. Juli 1307, mit der die brandenburgischen Markgrafen Otto, Hermann und Waldemar Peter von Neuenburg die Lehnsrechte an dem Ort und der im Zuge der Besiedlung errichteten Burg bestätigten. Sein Sohn gleichen Namens verlieh Pollnow 1312 das lübische Stadtrecht. Stadt und Burg wurden 1353 an das Bistum Cammin übereignet und gehörten fortan zu den Tafelgütern des Bistums. 1436 verpfändete der Camminer Bischof Siegfried Pollnow samt Burg an den pommerschen Herzog Bogislaw IX. Beides blieb herzoglicher Besitz, bis Herzog Erich II. 1472 das Pollnower Land seinem Fürstlichen Rat Peter von Glasenapp im Tausch gegen sechs Dörfer im Rügenwalder Land überließ.
Im Jahre 1550 wurde in Pollnow die Reformation eingeführt. 1609 richtete ein Stadtbrand schwere Schäden an, die Katastrophe wiederholte sich in den Jahren 1656 und 1736. Das erste Rathaus der Stadt wurde 1613 erbaut. In der Folge des Dreißigjährigen Krieges war Pollnow von 1537 bis 1653 von Schweden besetzt, danach regierten die Brandenburger Herrscher das Land. 1672 schrieb Peter von Glasenapp das „Blaue Buch von Pollnow“, das auch in den nachfolgenden Jahrhunderten als historische Quelle der Stadt diente. 1773 übernahm der Oberst Ernst von Wrangel die Besitzrechte an der Stadt, die die Familie bis 1806 innehatte.
Als Preußen nach den Befreiungskriegen 1815 seine Kreiseinteilung neu ordnete, wurde Pollnow in den pommerschen Kreis Schlawe eingegliedert; dieser gehörte seit 1816 zum Regierungsbezirk Köslin. 1819 wurde die Burg von Pollnows Bürgern erworben. 1848 weihten sie ihr neues Rathaus ein und 1852 wurde ein neues Kirchengebäude an den alten Kirchturm angebaut. Relativ spät wurde Pollnow an das Eisenbahnnetz angeschlossen, und das 1898 auch erst nur an die Schlawer Kleinbahn. 1903 erfolgte mit der Eröffnung der Strecke nach Bublitz der Anschluss an das Normalspurnetz. Wegen der schlechten Verkehrsanbindung entwickelte sich kaum Industrie in Pollnow, lediglich die Filiale einer Berliner Textilfabrik ließ sich dort nieder. 1908 nahm in der Nähe, in Beßwitz, ein Elektrizitätswerk seinen Betrieb auf.
Am Anfang der 1930er Jahre hatte die Gemarkung der Stadtgemeinde Pollnow eine Flächengröße von 47,3 km², und im Stadtgebiet standen zusammen 335 bewohnte Wohnhäuser an 28 verschiedenen Wohnstätten:
1. Ackerhof
2. Birkhof
3. Chausseehaus
4. Eichhof
5. Forsthaus Forth
6. Forsthaus Missenhof
7. Friedensburg
8. Geis- und Dahlesche Ziegelei
9. Grabowschlucht
10. Grünhof
11. Gut Wilhelmshof
12. Hansfelde
13. Hasselhof
14. Heinrichshorst
15. Heinrichsthal
16. Karlshof
17. Kleinbahnhof Pollnow
18. Ludwigshof
19. Marienhütte
20. Pollnow
21. Reichsbahnhof Pollnow
22. Schmiedshof
23. Seehof
24. Silberhof
25. Sohrhof
26. Waldhof
27. Walkmühle
28. Ziegelei Wilhelmshof

Bis 1945 gehörte Pollnow zum Landkreis Schlawe im Regierungsbezirk Köslin der preußischen Provinz Pommern des Deutschen Reichs.
Gegen Ende des Zweiten Weltkriegs, Mitte Februar 1945, erlebte die Stadt als einzige im Regierungsbezirk Köslin einen Bombenangriff, bei dem sowjetische Flugzeuge etwa 30 Bomben abwarfen. Durch den Bombenangriff wurden einige Häuser beschädigt. Am Boden wehrten zwei deutsche Kompanien die sowjetischen Truppen ab, mussten die Stadt aber am 27. Februar 1945 räumen. Einen Tag zuvor war die Zivilbevölkerung evakuiert worden. Durch die sowjetische Artillerie erlitten zahlreiche Häuser und die Kirche schwere Schäden. Nach der Einnahme der Stadt durch die Rote Armee wurde das Zentrum von sowjetischen Soldaten in Brand gesteckt und dadurch weitgehend zerstört.
Bald nach der Besetzung durch die Rote Armee wurde Pollnow zusammen mit ganz Hinterpommern seitens der sowjetischen  Besatzungsmacht der Volksrepublik Polen zur Verwaltung überlassen. Die deutsche Stadt Pollnow erhielt den polnischen Ortsnamen Polanów. Es wanderten nun Polen zu. In der darauf folgenden Zeit wurden die einheimischen Stadtbewohner von der polnischen Administration aus Pollnow vertrieben.

### Demographie
| Jahr | Einwohner | Anmerkungen                                            |
| ---- | --------- | ------------------------------------------------------ |
| 1740 | 0426      | [ 4 ]                                                  |
| 1782 | 0647      | darunter 13 Juden                                      |
| 1791 | 0727      | darunter 13 Juden                                      |
| 1794 | 0740      | darunter 13 Juden                                      |
| 1812 | 0900      | darunter ein Katholik und 30 Juden                     |
| 1816 | 0913      | darunter ein Katholik und 40 Juden                     |
| 1831 | 1133      | darunter zwei Katholiken und 50 Juden                  |
| 1843 | 1444      | darunter kein Katholik und 68 Juden                    |
| 1852 | 1792      | darunter vier Katholiken und 71 Juden                  |
| 1861 | 2163      | darunter zehn Katholiken und 97 Juden                  |
| 1875 | 2460      | [ 6 ]                                                  |
| 1880 | 2538      | [ 6 ]                                                  |
| 1905 | 2521      | davon 14 Katholiken und 28 Juden                       |
| 1910 | 2750      | am 1. Dezember                                         |
| 1925 | 3472      | darunter 3273 Evangelische, 88 Katholiken und 37 Juden |
| 1933 | 3681      | [ 6 ]                                                  |
| 1939 | 3631      | [ 6 ]                                                  |

| Jahr | Einwohner | Anmerkungen |
| ---- | --------- | ----------- |
| 2014 | 3017      |             |

## Sehenswürdigkeiten
- Kirche Mariä Himmelfahrt Die erste Erwähnung einer Kirche in Polanów stammt von 1613. 1736 brannte sie zusammen mit mehreren Dutzend Gebäuden nieder. Ihr Wiederaufbau dauerte bis 1741. Die Kirche wurde im gotischen Stil mit einer Uhr auf dem Turm umgebaut, mit einer neuen Orgel und einer Kanzel ausgestattet. 1858 und 1881 wurde sie umgebaut und renoviert, so dass sie seitdem neugotische Elemente aufweist. Die Kirche ist ein einschiffiger Bau mit einem Querschiff und einem unregelmäßig polygonalen Chor. Der an der Westseite befindliche Turm ist mit dem Hauptschiff verbunden. Im Inneren befinden sich Rippengewölbe. Der Altar stammt aus dem Jahr 1897. In den Fenstern des Presbyteriums befinden sich Buntglasfenster, die die sieben heiligen Sakramente symbolisieren. Im Chor befindet sich das Wappen der Familie Wrangel. (General Friedrich von Wrangel wurde 1864 von der Stadt der Ehrenbürgertitel), das 1996 erneuert wurde. Bis dahin evangelisch wurde die Kirche nach dem Zweiten Weltkrieg am 15. August 1946 katholisch geweiht.

- Kirche der Erhöhung des Heiligen Kreuzes, neugotischer Backsteinbau, erbaut von 1911 bis 1912.

## Persönlichkeiten

### Söhne und Töchter der Stadt
- Andreas Cassius (1563–1618), deutscher Jurist und Kanzleisekretär in Gottorf
- August Friedrich Ludwig Freiherr von Wrangel (1774–1851), preußischer Generalleutnant und Gouverneur von Königsberg
- Julius Pagel (1851–1912), deutscher Arzt und Medizinhistoriker
- Eberhard Wenzel (1896–1982), deutscher Kirchenmusiker und Komponist
- Ingo K. Richter (* 1938), deutscher Rechtswissenschaftler

### Ehrenbürger
- Wolfgang Zenkert, Bürgermeister der Stadt Gedern (2004)
- Martin Krause (1922–2012), Forstdirektor (2008)[10]
- Ludwig Schick (* 1949), Erzbischof von Bamberg (2010)[11]
- Wolfgang Kunert (* 1954), Vorsitzender des Verschwisterungsvereins Gedern-Polanów in Gedern (2012)[12]

## Partnerschaften
Es bestehen Partnerschaftsverhältnisse mit der hessischen Stadt Gedern und mit der Gemeinde Rothenklempenow in Vorpommern.

## Verkehr
Im Ort kreuzen sich die Woiwodschaftsstraßen DW 206 Koszalin – Miastko (Rummelsburg) und DW 205 Sławno (Schlawe) – Bobolice (Bublitz).
Bis 1945 bestand für Pollnow Bahnanschluss an drei Eisenbahnlinien: die Bahnstrecke Gramenz–Zollbrück (Grzmiaca–Korzybie) und die Kleinbahnlinien der Schlawer Bahnen von Schlawe (Sławno) nach Sydow (Żydowo) bzw. der Köslin–Belgarder Bahnen über Natzlaff (Nacław) nach Köslin (Koszalin).

## Gmina Polanów

### Allgemeines
Die Stadt- und Landgemeinde Polanów, deren Sitz die Stadt Polanów ist, steht in Bezug auf ihre Flächengröße an immerhin sechster Stelle der 114 Gemeinden in der Woiwodschaft Westpommern. Mit ihren 393,08 km² nimmt sie außerdem 23,6 % der Gesamtfläche des Powiat Koszaliński „in Beschlag“.
In Bezug auf ihre Zahl von 9230 Einwohnern steht sie in der Woiwodschaft an 38. Stelle.
Das Gemeindegebiet wird von Süden nach Norden durch das Flüsschen Grabowa (Grabow) durchzogen, das der Landschaft ein recht beschauliches Bild vermittelt.
Nachbargemeinden der Gmina Polanów sind:
- in der Woiwodschaft Westpommern:
  - Bobolice (Bublitz), Manowo (Manow) und Sianów (Zanow) im Powiat Koszaliński (Kreis Köslin),
  - Malechowo (Malchow) und Sławno (Schlawe) im Powiat Sławieński (Kreis Schlawe),
  - Biały Bór (Baldenburg) im Powiat Szczecinecki (Kreis Neustettin),
- in der Woiwodschaft Pommern:
  - Miastko (Rummelsburg) im Powiat Bytowski (Kreis Bütow), und
  - Kępice (Hammermühle) im Powiat Słupski (Kreis Stolp).

### Gemeindegliederung
Die Stadt- und Landgemeinde Polanów umfasst über 82 Dörfer, die in folgenden 28 Ortsteilen (sołectwo) zusammengefasst sind:
| - Bożenice (Bosens) - Bukowo-Rzyszczewko (Buckow-Klein Ristow) - Buszyno (Bussin) - Cetuń (Zetthun, Kr. Köslin) - Chocimino (Gutzmin) - Dadzewo (Datzow) - Domachowo (Hanshagen) - Garbno (Gerbin) - Gołogóra (Breitenberg) - Jacinki (Jatzingen) - Karsinka (Vorwerk Karzin, Kr. Köslin) - Kępiec (Lüdtkenkamp) - Kępiny (Neumühlenkamp) - Kościernica (Kösternitz, Kr. Schlawe) - Krąg (Krangen, Kr. Schlawe) | - Krytno (Kritten) - Nacław (Natzlaff, Kr. Köslin) - Nowy Żelibórz (Selberg B, Kr. Rummelsburg) - Powidz (Friedensdorf, Kr. Schlawe) - Rekowo (Reckow, Kr. Köslin) - Rochowo-Rzeczyca Wielka (Rochow-Reetz, Kr. Rummelsburg) - Rosocha (Rotzog) - Sowinko (Neu Zowen) - Stary Żelibórz (Sellberg) - Świerczyna (Schwarzin) - Warblewo (Varbelow) - Wielin (Vellin) - Wietrzno (Vettrin) - Żydowo (Sydow) |

Dazu gehören auch die Ortschaften und Siedlungen:
Bagnica (Pagelsland), Bartlewo, Chocimino Leśne, Chróstowo (Twelberg), Chrustowo (Friedrichslust), Czarnowiec (Tannenwalde), Czyżewo (Pfingstberg), Dalimierz (Johannishof), Doły, Dzikowo, Gilewo (Wilhelmshof), Głusza (Bärenlager), Gosław (Arnsberg), Gostkowo (Wilkenhof), Jaromierz Polanowski (Ludwigshof), Jeżewo, Kania, Karsina (Karzin, Kr. Köslin), Kierzkowo (Grünheide), Knieja, Komorowo (Kummerow, Kr. Schlawe), Kopaniec (Althütte), Kościerniczka (Neu Kösternitz), Kwiecko, Lipki (Klein Linde), Liszkowo, Łąkie (Schlosshof), Łokwica (Hildegardshöhe), Małomierz (Luisenhof), Mirotki, Młyniska, Nadbór (Nadebahr), Osetno, Piaskowo (Seekaten), Pieczyska (Vorhütte), Pokrzywno, Puławy (Neu Amerika), Przybrodzie, Pyszki (Elsenthal), Racibórz Polanowski (Heinrichshorst), Racław (Ratzlaffenkamp), Rzeczyca Mała (Klein Reetz), Samostrzel (Neuhof), Smugi (Thalhof), Stare Wiatrowo (Alt Kleehof), Stołpie (Kuhstolp), Strzeżewo (Karlshof), Szczerbin (Karlshof), Trzebaw (Hasselhof), Zagaje (Schonungshof), Zdzieszewo, Żdżar (Sohrhof).
Im Gemeindegebiet liegt ferner die Wüstung Walkmühle.

### Verkehr

#### Straßen
Durch das Gemeindegebiet verlaufen drei Woiwodschaftsstraßen (DW), von denen sich zwei in der Stadt Polanów kreuzen:
- DW 205: Darłowo (Rügenwalde) – Sławno (Schlawe) – Polanów – Bobolice (Bublitz),
- DW 206: Koszalin (Köslin) – Polanów – Miastko (Rummelsburg),
- DW 208: Barcino (Bartin) – Kępice (Hammermühle) – Wielin (Vellin) und weiter bis zur DW 205.

#### Schienen
Einen direkten Bahnanschluss hat Polanów seit 1945 nicht mehr. Bis zur nächsten Bahnstation Przytocko (Pritzig) an der Bahnstrecke Piła–Ustka (Schneidemühl – Stolpmünde) sind es zehn Kilometer.
Vor 1945 trafen sich im Gebiet der heutigen Gmina Polanów drei Bahnlinien, die alle nach dem Krieg stillgelegt und größtenteils demontiert worden sind:
- In den Jahren 1897/98 wurde die Kleinbahnlinie der Schlawer Bahnen gebaut, allerdings erst 1921 voll in Betrieb genommen, mit 11 Bahnstationen im heutigen Gemeindegebiet;
- Auf diese Bahnlinie stieß ab dem Jahre 1898 bei Natzlaff die von Köslin und Manow kommende Kleinbahn der Köslin–Belgarder Bahnen, die hier von den Schlawer Bahnen bis zum Endpunkt Pollnow übernommen wurde, mit 4 Bahnstationen im Gemeindegebiet;
- Im Jahre 1903 wurde die Bahnstrecke Gramenz–Zollbrück von Bublitz bis nach Pollnow gebaut, deren Weiterbau bis Zollbrück erst 1921 erfolgte, mit insgesamt 5 Bahnstationen im Gemeindegebiet.

### Infrastruktur
- Sendeanlage zur Verbreitung von UKW-Hörfunk- und Fernsehprogrammen in Gołogóra. Als Antennenträger werden 2 abgespannte Stahlfachwerkmasten, die 271 bzw. 115 Meter hoch sind, verwendet.